# 雙斑帶天竺鯛
雙斑帶天竺鯛（学名：Taeniamia biguttata），又稱黑尾長鰭天竺鯛、暗體長鰭天竺鯛、双斑长鳍天竺鲷，俗名大面側仔、大目側仔，为輻鰭魚綱鈎頭魚目天竺鲷科的一個種。

## 分布
本魚分布于西太平洋區，包括日本、印尼、巴布亞紐幾內亞、菲律賓、澳洲、帛琉、馬里亞納群島、斐濟、關島、薩摩亞群島、索羅門群島、萬那杜、東加等海域。

## 深度
水深0-33公尺。

## 特徵
本魚體呈圓形側扁，眼大。體呈淡紅褐色，背部顏色略深，腹部銀白色。被櫛鱗且具紅邊緣，頭部有一深褐色直條紋從眼睛延伸至鰓蓋下緣，在塞概後上方靠近額部之地方有一黑色眼斑，尾柄部也具一黑色眼斑，尾鰭凹入，臀鰭延伸，背鰭硬棘7枚;背鰭軟條9枚;臀鰭硬棘2枚;臀鰭軟條16-17枚，體長可達11公分。

## 生態
本魚棲息於海灣與潟湖，喜群游，屬肉食性，以浮游生物和底棲性無脊椎動物為食。雄魚與雌魚交配後，雄魚會將卵含在口中保護，孵化之。

## 經濟利用
無任何經濟價值。